# Guizhumao (köpinghuvudort i Kina, Jiangxi Sheng, lat 24,92, long 115,53)
Guizhumao (kinesiska: 桂竹帽, 桂竹帽镇) är en köpinghuvudort i Kina. Den ligger i provinsen Jiangxi, i den sydöstra delen av landet, omkring 420 kilometer söder om provinshuvudstaden Nanchang. Antalet invånare är 9 414. Befolkningen består av 4 579 kvinnor och 4 835 män. Barn under 15 år utgör 21,0 %, vuxna 15-64 år 68 %, och äldre över 65 år 9,0 %.
Runt Guizhumao är det ganska tätbefolkat, med 120 invånare per kvadratkilometer. Närmaste större samhälle är Wenfeng, 11,4 km öster om Guizhumao. I omgivningarna runt Guizhumao växer i huvudsak städsegrön lövskog.
Genomsnittlig årsnederbörd är 1 982 millimeter. Den regnigaste månaden är maj, med i genomsnitt 404 mm nederbörd, och den torraste är oktober, med 20 mm nederbörd.